# 真木定観
真木 定観（まき じょうかん）は、『太平記』に登場する南朝の忠臣。牧定観と表記されることもある。大和国宇智郡牧野邑発祥の真木野氏（牧野とも表記）の支族。系譜は大和源氏宇野氏流に属する。南朝より吉野郡龍門荘を与えられて、宇智郡から移住してきたと推察されている。
真木氏は小豪族説・悪党説・散所の長者説・鍛冶職人の頭目説、たたら族の頭目末裔説、楠木氏配下の辰砂・砂鉄などの鉱石を取引した武装商人集団説などが考えられるが定説はない。
真木氏の本拠地であった運川寺裏側の牧之城と、葬地があった覚恩寺の距離はおよそ10数kmであり、この一帯が南北朝期に吉野郡龍門荘に根を張った真木定観の勢力圏であったとみられる。
龍門荘は大和国吉野郡一帯にあった荘園であるが、上龍門地域は大正元年(1912年)に、宇陀郡に編入されているため、上龍門地域の覚恩寺は、吉野郡ではなく、宇陀郡大宇陀町（現、宇陀市大宇陀）の住所となる。

## 『太平記』の記述
延元元年（1336年）12月に、足利尊氏等によって、幽閉されていた後醍醐天皇が京を脱出。河内国を経由し吉野吉水院へ潜幸したときに楠木正行、和田次郎、真木定観、三輪西阿らが供奉した。これが定観の初見である。
ただし、大般若経奥書の正平15年（1360年）7月4日の記述に「6月30日25年期忌」とあり逆算すると延元元年（1336年）6月30日死去となる。
圧倒的に優位であった北朝側は、観応の擾乱による内紛のため、南朝に対して足利尊氏が便宜的に（あるいは偽の）降服を申し入れた。このため正平一統が成立し、南朝の動きが活発となり、正平6年（1351年）2月26日、後村上天皇が賀名生（奈良県五條市）から住吉（大阪市住吉区）に行幸した。東条に一泊の翌朝、住吉大社へ向かった。和田正武、楠木正儀、定観、三輪西阿、湯浅宗藤、山本判官、熊野八庄司武士団、吉野十八郷の武士ら、総勢7000余がこれを警護した。

## 運川寺と同寺文書
14世紀半ばの南朝・正平年間に、書写された運川寺蔵（奈良県吉野郡川上村）の大般若経には奥書が添付されている。この奥書は、真木（牧）氏の執事によって著述されたものであるが、この中には南朝方の楠木氏と並び真木（牧）定観・堯観父子の名が見える。また「牧之城内」などの記述が見えるほか、牧堯観が楠木正儀（正行の弟）と結び、河内国古市城を攻めた記述もある。
運川寺の背部の山には、中世の城跡があるが、これが牧城または牧之城と推察されている。

## 覚恩寺と真木氏
真木（牧）氏の葬地であるとされる覚恩寺（奈良県宇陀市牧）には、重要文化財指定の薬師如来坐像（藤原期）と阿弥陀如来坐像（鎌倉期）が収蔵されている。同寺は戦国大名の筒井順慶に焼かれたため、由緒は不詳である。

## 家族
- 父：真木聖賢
- 長男：真木宝珠丸
- 次男：牧堯観

## 末裔
筒井順慶の吉野郡進出により、旧南朝方の小豪族は衰退して土着・帰農したとみられている。また他国に移住したと見られる伝説もある。
真木氏（牧氏）の場合は、河内国古市郡や、三河国宝飯郡に定観の末裔を称する鍛冶屋が存在した。
三河国宝飯郡の土豪に真木定善（三河真木氏）。